# Milledgeville (Georgia)
Milledgeville város az USA Georgia államában. Lakosainak száma 17 070 fő (2020. április 1.).

## Népesség
A település népességének változása:
| Lakosok száma | 17 715 | 18 933 | 17 070 |
|               | 2010   | 2016   | 2020   |